# نابا دل ری
نابا دل ری (به اسپانیایی: Nava del Rey) یک شهرستان در اسپانیا است که در استان وایادولید واقع شده‌است.